# Brachythecium vesiculariopsis
Brachythecium vesiculariopsis là một loài rêu trong họ Brachytheciaceae. Loài này được Dixon mô tả khoa học đầu tiên năm 1933.